# Престиж (фільм)
«Престиж» (англ. The Prestige, 2006) — науково-фантастичний фільм режисера Крістофера Нолана. Екранізація однойменного роману 1995 року письменника-фантаста Крістофера Пріста. У фільмі розповідається про ілюзіоністів Роберта Енджера й Альфреда Бордена, які змагаються між собою в Лондоні наприкінці 19-го сторіччя. Сценарій Пріста адаптовано Ноланом і його братом Джонатаном Ноланом: ґрунтовно перероблено сюжет книги — прибрано всю сучасну лінію, а також зроблено Енджера і Бордена друзями ще до їх смертельного протистояння.
«Престиж» вийшов на екрани 20 жовтня 2006 і одержав хороші відгуки від кінокритиків та високі касові збори. Фільм номіновано на «Оскар» у категоріях «Найкраща операторська робота» і «Найкращі декорації».
На 1 березня 2024 року фільм займав 43-тю позицію у списку 250 найкращих фільмів за версією IMDb.

## Сюжет
Ілюзіоніст Альфред Борден (Крістіан Бейл) знаходиться під судом за вбивство свого найзапеклішого суперника Роберта Енджера (Г'ю Джекман). Спочатку вони працювали разом, як помічники мага Мілтона (Ріккі Джей), разом з Джоном Каттером (Майкл Кейн) — інженером Мілтона. Дружина Енджера, Джулія (Пайпер Перабо) тоне під час виконання фокуса; Енджер підозрює, що Борден навмисно зав'язав їй на зап'ястях складного вузла, що робить його відповідальним за її смерть. На похороні, Борден бісить Енджера кажучи, що він не знає, який вузол зав'язав.
Двоє чоловіків починають конкурувати в магічній кар'єрі: Борден стає «Професором» і наймає Бернарда Фелона, як свого інженера; Енджер виступає як «Великий Дантон» з Каттером і помічницею, Олівією Венскомб (Скарлетт Йоганссон). Під час одного з виступів Борден зустрічає Сару (Ребекка Холл), вони одружуються і в них народжується дочка Джесс. Маги починають руйнувати кар'єру один одного: Енджер втручається у виступ Бордена з ловом кулі, внаслідок чого Борден втрачає два пальці, а Борден саботує фокус Енджера з пташками, що зникають в клітці, руйнуючи тим самим репутацію Енджера.
Борден вражає публіку своїм новим фокусом — «Переміщення Людини». Енджер наймає двійника і краде фокус Бордена, назвавши його «Нове Переміщення Людини». Одержимий дізнатись секрет конкурента, Енджер посилає Олівію шпигувати за Борденом. Олівія дістає Енджеру зашифрований щоденник Бордена, але закохавшись в Бордена вона дозволяє йому саботувати фокус Енджера, внаслідок чого той калічить ногу. Своєю чергою, Енджер разом з Каттером викрадають Фелона і закопують його заживо. В обмін на свободу Фелона, Енджер вимагає відкрити йому секрет до фокуса Бордена. Борден відкриває йому ключ до свого щоденника — «Тесла», кажучи що це і є секретом його фокусу.
Енджер думає, що Борден використовує диво-машину для телепортації, створену геніальним фізиком Ніколою Теслою. Він їде до США і змушує Теслу (Девід Боуї) зробити йому таку ж. Коли робота майже готова, він розшифровує щоденник до кінця і виявляє, що це підроблений щоденник, написаний, щоб подражнити його. З усім тим, Тесла дійсно створює машину. Правда замість переміщення у нього виходить копіювання об'єкта — це випадково виявляє Енджер, знайшовши поле, заставлене копіями його капелюхів, та двох котів, одного з яких використовували як тест роботи машини.
Стосунки Бордена з Олівією призводять до емоційних зривів Сари, яка закінчує життя самогубством. Енджер тріумфально повертається з новим трюком до Британії. Вистави з машиною Тесли проходять при аншлагах. Але після одного з виступів Енджера знаходять втопленим у скляному ящику, подібно до його дружини. Бордена, який шпигував за лаштунками, звинувачують у вбивстві його суперника (нібито він посунув ящик з водою на шляху телепортації) і засуджують до повішення.
Перед самою стратою Бордена провідує лорд Кадлоу, який обіцяє подбати про його дочку. Ніхто, крім Бордена, не впізнає в ньому Енджера, Бордену ніхто не вірить і його страчують. Енджер вирішує знищити машину. Несподівано на нього з пістолетом нападає Борден, який в цей час вже має бути повішеним. Відбувається роз'яснення: виявляється, Борденів завжди було двоє братів-близнюків: один кохав Сару і був батьком Джесс, а інший любив Олівію. З'ясовується, що машина Тесли насправді не переміщує, а створює двійника на іншому кінці. Саме цей двійник і виходить на публіку наприкінці вистави, тобто виступає в ролі Престижу, а оригінал падає в люк під сценою і потрапляє в ящик з водою. У кожному своєму виступі Енджер клонує себе.
В кінці фільму показують зал з безліччю скляних ящиків і втоплених в них Енджерів.
Борден застрелює Енджера і повертається до дочки.

## В ролях
- Г'ю Джекман — Роберт Енджер
- Крістіан Бейл — Альфред Борден
- Скарлетт Йоганссон — Олівія Венском
- Майкл Кейн — Каттер
- Пайпер Перабо — Джулія Маккалоу
- Ребекка Голл — Сара Борден
- Девід Бові — Нікола Тесла
- Енді Серкіс — містер Еллі
- Роджер Ріс — Оуенс
- Вільям Морган Шеппард — Мерріт

## Реліз
Прем'єра фільму відбулась 17 жовтня 2006 року на кінофестивалі в Римі (Rome Film Fest)
- Прокат в США почався 20 жовтня 2006 року.
- Прокат в Україні — 18 січня 2007.

## Музика
Англійський музикант і композитор Девід Джуліан написав музику для «Престижу». Джуліан раніше співпрацював з режисером Крістофером Ноланом у фільмах про Мементо і Безсоння. Як і фільм, саундтрек був розділений на частини: Застава, Повернення, Престиж. Деякі критики були розчаровані саундтреком, визнаючи, що він гарно поєднується з фільмом, але як самостійний твір не надто приємний.
Джонатан Джеррі з SoundtrackNet описав його як «просто функціональний», що створює атмосферу страху, але нічого більше..
Крістофер Коулмен з Tracksounds висловився, що хоча це був «добре зроблений музичний ряд», він був повністю поглинений самим фільмом, і став зовсім непомітним..
Крістіан Клеменсен з Filmtracks рекомендує саундтрек тим, кому подобаються роботи Джуліана в кінематографі й відзначив, що це не для тих, хто очікував «будь-яку подобу інтелекту або чар в музиці, яка відповідає сюжету фільму.» Клеменсен назвав саундтрек млявим, «побудованим на простих акордах струнних і нудних електронних звуках».

## Цікаві факти
- Крістофер Нолан планував зняти цей фільм ще до Бетмен: Початок[6].
- Режисер Сем Мендес хотів екранізувати роман Пріста, але Крістофер Пріст віддав перевагу Нолану, вражений його фільмами Переслідування і Мементо[7].
- Роль Мілтона виконав справжній ілюзіоніст Ріккі Джей. Також під час зйомок він давав уроки фокусів Бейлу і Джекману[8].
- Енді Серкіс — виконавець ролі Голлума в кінотрилогії Володар Перснів останнім приєднався до акторського колективу. Енді є великим фанатом Девіда Боуї, тож за його словами, йому було дуже приємно працювати з ним[9].